# Wrath of the Math
Albums de Jeru the Damaja
The Sun Rises in the East
(1994) Heroz4Hire
(1999)
Singles
1. Ya Playin' Yaself
Sortie : 23 septembre 1996
2. Me or the Papes
Sortie : 11 mars 1997

Wrath of the Math est le deuxième album studio de Jeru the Damaja, sorti le 15 octobre 1996.
L'album s'est classé 3e au Top R&B/Hip-Hop Albums et 35e au Billboard 200.

## Liste des titres
| No  | Titre                               | Contient un (des) sample(s) de | Durée |
| --- | ----------------------------------- | --- | ----- |
| 1.  | Wrath of the Math                   | Will O' the Wisp de Miles Davis Ain't No Half-Steppin' de Big Daddy Kane | 0:57  |
| 2.  | The Frustrated Nigga                | The Further Adventures of Nick Danger du Firesign Theatre Hit or Miss d'Odetta Flying Saucers de Richard Pryor My Thang de James Brown                                                                      | 3:11  |
| 3.  | Black Cowboys                       | Put It On de Big L Hang 'Em High de Sadat X | 3:43  |
| 4.  | The Bullshit                        | | 2:00  |
| 5.  | Whatever                            | That's All Right With Me d'Esther Phillips Here 'N' Now d'Onyx | 3:16  |
| 6.  | Physical Stamina (featuring Afu-Ra) | Peter Piper de Run–D.M.C. | 3:05  |
| 7.  | One Day                             | Don't Misunderstand d'Ahmad Jamal Punks Jump Up to Get Beat Down de Brand Nubian | 2:15  |
| 8.  | Revenge of the Prophet (Part 5)     | Get Out of My Life Woman de Q65 Yes I'm Singing de Lee Oskar Droppin' Science de Marley Marl featuring Craig G The Shit Is Real (DJ Premier Remix) de Fat Joe You Can't Stop the Prophet de Jeru the Damaja | 4:05  |
| 9.  | Scientifical Madness                | 1, 2 Pass It des D&D All-Stars | 4:14  |
| 10. | Not The Average                     | A Poem to Complement Other Poems de Don L. Lee | 4:24  |
| 11. | Me or the Papes                     | Repent Walpurgis de Procol Harum I Love Music d'Ahmad Jamal Money de Pink Floyd Human Beat Box des Fat Boys Da Bitchez de Jeru the Damaja Leflah des Fab 5 Move Ya Body de Mad Skillz                       | 4:26  |
| 12. | How I'm Livin'                      | Labels de GZA Rugged-n-raw de PMD 3 Tha Hard Way de Bahamadia | 4:25  |
| 13. | Too Perverted                       | Do Drop In de Barry White et le Love Unlimited Orchestra Mental Stamina de Jeru the Damaja featuring Afu-Ra                                                                                                 | 3:20  |
| 14. | Ya Playin' Yaself                   | Do the Funky Penguin de Rufus Thomas You Are What I'm All About de The New Birth Ak Ha Ha! Ak Hoo Hoo? d'Akinyele Stakes Is High de De La Soul                                                              | 3:47  |
| 15. | Invasion                            | | 4:40  |